# 岡崎市立男川小学校
岡崎市立男川小学校（おかざきしりつ おとがわしょうがっこう）は、愛知県岡崎市大平町にある公立小学校。

## 概要
1873年（明治4年）4月に創立した。
美合小学校（全域）と小豆坂小学校（一部の区域）とともに、岡崎市立美川中学校の学区を構成する。
| 調査日       | 児童数 | 通常学級 | 特別支援学級 | 出典  |
| ------------ | ------ | -------- | ------------ | ----- |
| 2013年4月8日 | 601人  | 18       | 3            | [ 1 ] |
| 2019年5月1日 | 618人  | 18       | 6            | [ 2 ] |
| 2020年5月1日 | 619人  | 18       | 7            | [ 3 ] |
| 2021年5月1日 | 608人  | 18       | 7            | [ 4 ] |
| 2022年5月1日 | 609人  | 18       | 7            | [ 5 ] |
| 2023年5月1日 | 609人  | 19       | 8            | [ 6 ] |
| 2024年5月1日 | 593人  | 19       | 7            | [ 7 ] |

部活動は、ソフトボール部（男）、バレーボール部（女）、バスケットボール部（男女）音楽部、落語部などがある。

## 学区
| 町名                                   | 進学先     |
| -------------------------------------- | ---------- |
| 高隆寺町、小美町、大平町、洞町、丸山町 | 美川中学校 |

（2022年12月26日現在）

## 沿革

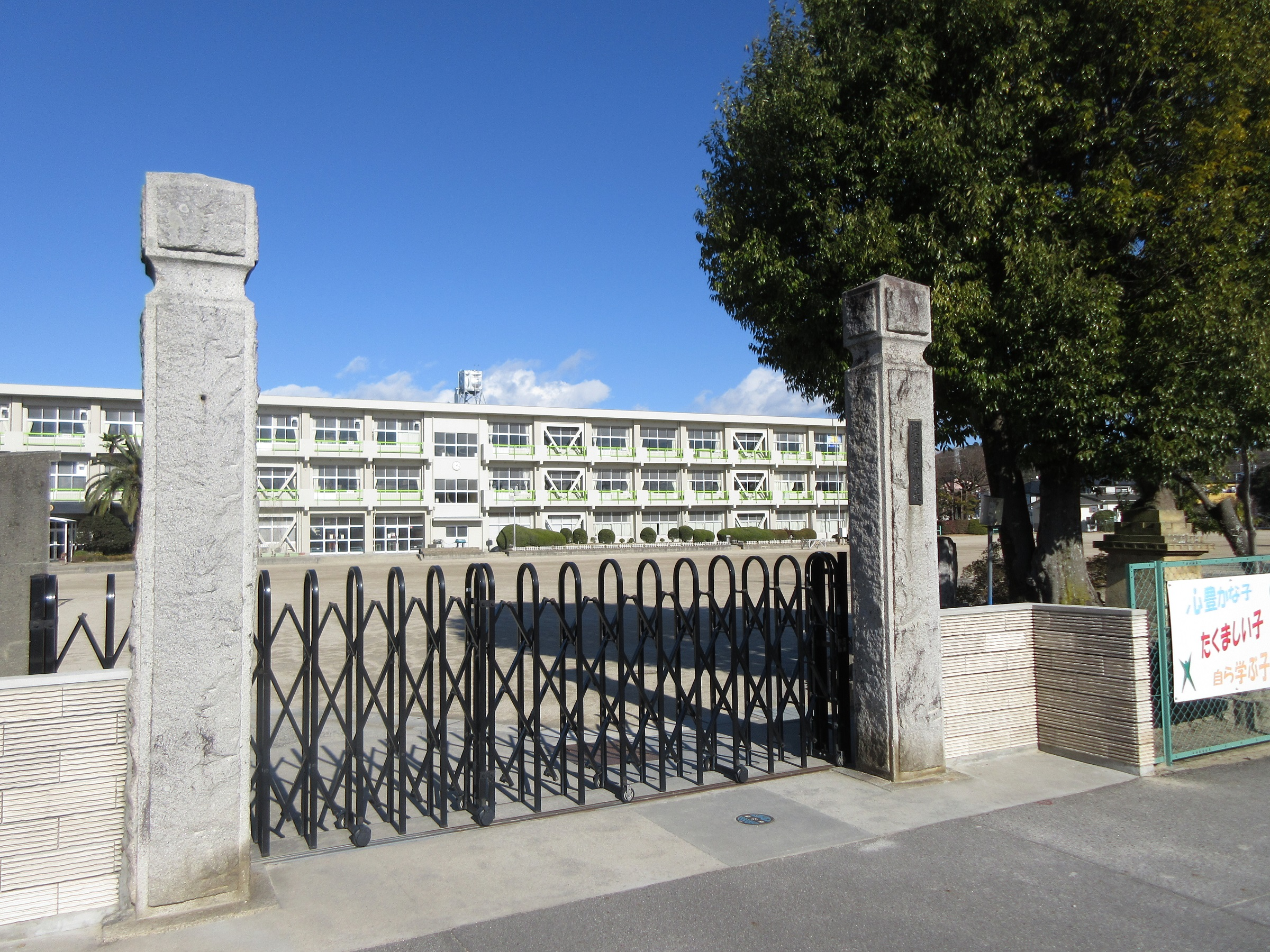
校門

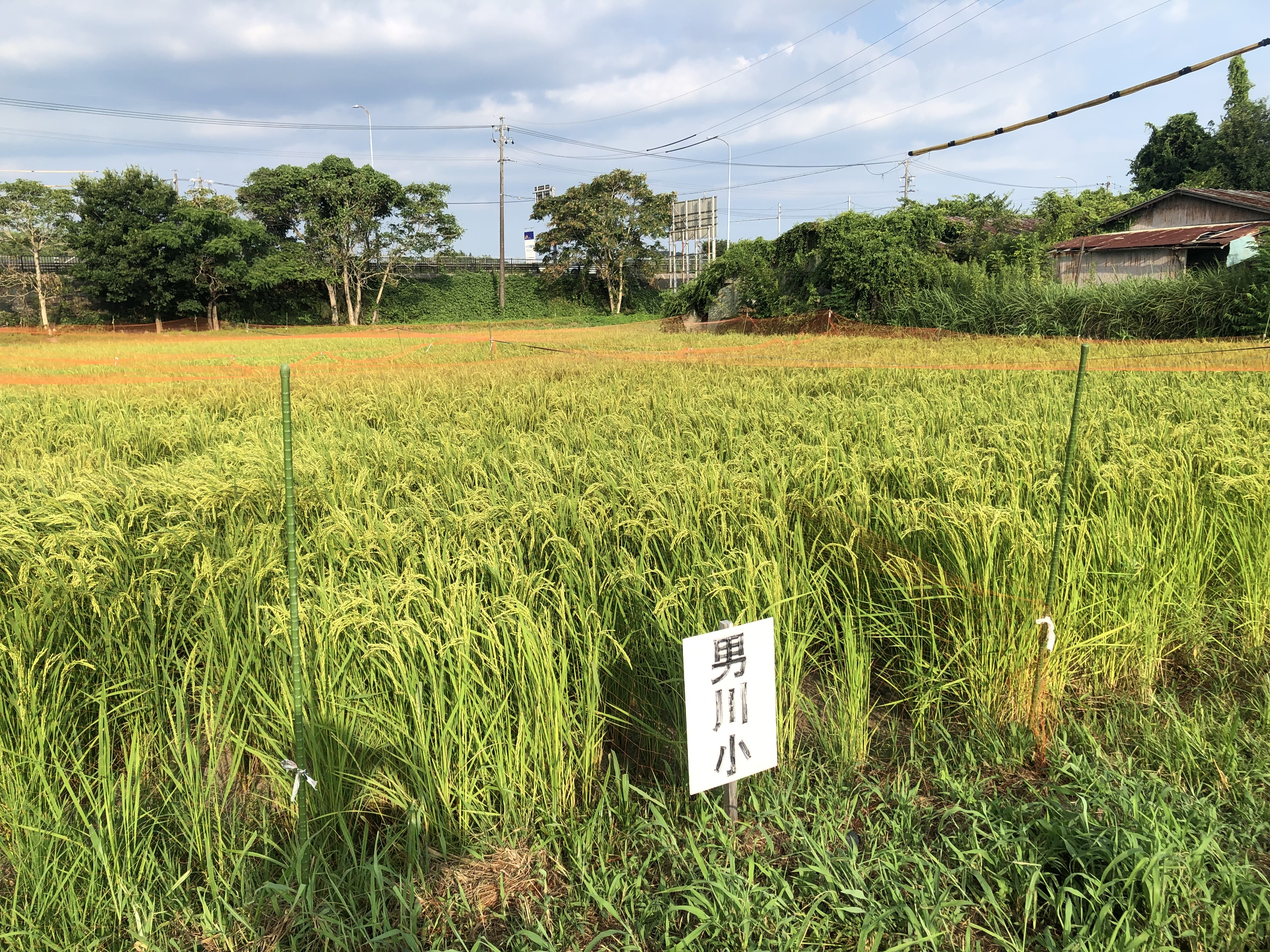
5年生は「総合的な学習」で米作りに取り組んでいる。男川小学校が管理している田んぼ。

- 1873年（明治6年）4月 - 大平紫雲寺を仮教場として義校創設する[11]。
- 1876年（昭和9年）4月 - 第二大学区八番中十小男川校と改名する。
- 1911年（明治44年）3月 - 現在地に新校舎落成、移転する。
- 1947年（昭和22年）4月 - 校名を岡崎市立男川小学校に改名する。

## 著名な出身者
- 浅井久仁臣（ジャーナリスト）[12]
- 桂鷹治（落語家）[13]